# ホームセンタータテヤマ

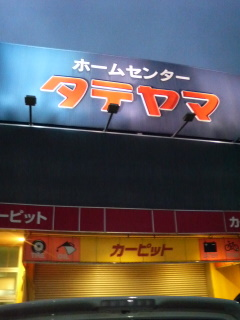
かつてのホームセンタータテヤマの看板（野村店）

株式会社ホームセンタータテヤマは、かつて富山県高岡市に存在したホームセンターを展開する企業。
2007年6月1日、カーマホームセンターに全ての株式を売却し、同社の子会社となり、2008年3月1日をもって同社に吸収合併された。

## 概要
店舗はいずれも高岡市内に置かれ、野村店、佐野店、高岡駅南店の3店舗で構成されていた。
高岡市内では、ホームセンタータテヤマの他、オスカー（こちらもカーマホームセンターに吸収合併）、くらやホームセンター、三共ホームセンターなどの激しい生き残り競争があったが、ホームセンタータテヤマは圧倒的な知名度と品揃えから長く親しまれたホームセンターだった。
営業当時の広報活動、宣伝活動としては、テレビコマーシャルはほとんど行われず、新聞の折込広告が中心だった。折込広告はカンパニーカラーのオレンジと黒の2色刷りだったが、のちにカラー刷りになった。2005年頃には、ラジオ番組『コンビニラジオ相本商店いらっしゃいませ〜』（北日本放送）の中でレギュラーコーナーを持っており、スタッフがスタジオへ出向き、季節の商品の紹介などをしていた。

## 沿革
1970年代に立山アルミニウム工業のホームセンター部門としてDIYタテヤマが営業を開始。これがホームセンタータテヤマの前身となる。DIYタテヤマは社名に「DIY」を冠する通り、日曜大工を支援する小売業者だった。1980年代に取り扱い商品の多様化により、ホームセンタータテヤマに社名を変更。
2002年のイオン高岡ショッピングセンター(現：イオンモール高岡)の開業に合わせて、敷地内に高岡駅南店を出店。この頃から、出店費用や小売業の形態の変化などにより、赤字に転落していた。
2007年6月1日、親会社の立山アルミニウム工業が三協・立山ホールディングスとして経営資源を集中する方針に転換したため、カーマホームセンターに全ての株式を売却し、同社の子会社となり、2008年3月1日をもって同社に吸収合併された。

## 事業内容
- 日用雑貨の販売
- 家電製品の販売
- 大工道具の販売
- 建材の販売：店舗に建材販売のスペースを設けていた。
- 園芸用品の販売：店舗に園芸用品販売のスペースを設けていた。植物の種、苗なども販売していた。
- 衣料品の販売：作業着だけでなく、防寒具、スキーウェア、靴下なども扱っていた。
- 食料品の販売：菓子類などを多く扱っていた。
- 物置、カーポート、サンルームなどの販売、施工
- ゲーム機の販売：任天堂のファミリーコンピュータの他、ゲームソフト、周辺機器なども扱っており、デモ機も設置していた。
- アフターサービス：ホームセンタータテヤマはカーマに吸収合併されたため、その権利や責任も基本的にカーマに引き継がれている。ホームセンタータテヤマ時代に購入した商品の保証もカーマが行っている。
- ポイントサービス：「アイカード」というポイントカードがあり、ポイントが貯まると一定の割引が受けられた。サービス開始当初は1000円購入毎にマスコットキャラクターが印刷された切手状の紙を渡し、その紙を専用の台紙に張ってもらう形をとっていた。紙50枚で台紙は一杯になり、1000円の割引が受けられた。その後、利便性と購入動向を調査、管理する目的でポイントカード方式に変更された。
- 金券、商品券：ジェーシービーのギフト券や高岡市商店街連盟加盟店共通商品券などが利用できた。ホームセンタータテヤマ独自の金券もあった。
- 通信販売：インターネットによる通信販売も行っていたが、取り扱う商品が少ないことなどから短期間で中止した。

## 各店舗の詳細

### 野村店
所在地は富山県高岡市野村563-5だった。
ホームセンタータテヤマの中核店舗。

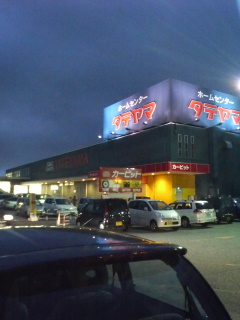
野村店全景

開店当初は富山県道44号富山高岡線に隣接する形で店舗が存在した。野村交差点から近く、当時は隣に高岡スケートセンターがあった。当時の売り場は1階と2階。その後の増築、拡張により、店舗は複雑な構造になっていたが、平坦な2階建てに直された。
1993年頃、隣接する水田を埋め立て、新しい店舗を建設。店舗はバリアフリー化され、売り場は1階のみになった。それまでの店舗は取り壊され、駐車場になっている。
ホームセンタータテヤマからカーマホームセンターに移行する際の改装工事により、カーピット、カーコンビニ倶楽部、ペットショップは廃止された。
その後、店舗はそのまま利用され、カーマホームセンター高岡野村店(現：DCM高岡野村店)となった。

#### サービス・テナント
- リフォームセンター：店内にキッチン、バス、トイレ、ボイラー、サッシなどの展示場を設け、リフォームの相談を引き受けていた。親会社の立山アルミニウム工業やグループ会社の大栄建材などのグループ色が強かった。
- カーピット：自転車のパンク修理などの修繕サービス、自動車のワイパー、バッテリー、エンジンオイルの交換、タイヤの販売（グッドイヤー、ヨコハマタイヤ、ブリヂストン、ダンロップ、ファルケンなど）、電装品の取り付け（オーディオ、カーナビ、ETCなど）などを行っていた。
- カーコンビニ倶楽部：主に塗装を中心とした自動車の修繕サービスや車検などを行っていた。
- ペットショップ：イヌ、ネコ、ハムスター、カメ、小鳥、金魚などを扱った。また、シーズンになるとクワガタムシやヤドカリなども扱っていた。
- カークリーンランドタテヤマ：コイン洗車場。隣接するジャパンスイミングスクールの前に存在した。故障が多く、最後は使用禁止になっていた。
- たこやきのたこ一：たこ焼きと軽食を扱う飲食店。アルコール類も提供する。カーマホームセンターに移行した後も営業している。
- リカーランドタテヤマ：1997年頃、高岡スケートセンターの跡に出店したリカーショップ。当時は電力を野村店から引いていた。カーマホームセンターに移行した後は、店名を「ヤスブン」に変え、営業している。
- U.S.MART：店舗内にあった100円ショップ。主に日用雑貨と食料品を扱っていたが、半年ほどで撤退した。
- 御食事処かたかご：和食を扱う飲食店。独立店舗を構えたため、テナントから脱退した。
- おにぎり屋、パン屋：おにぎり屋は魚沼産のコシヒカリを使用するなど、こだわりのある店だった。おにぎり屋が撤退し、その後、パン屋も撤退した。

### 佐野店
所在地は富山県高岡市佐野1189-1だった。
隣接していた回転寿司店と共に更地化された。その後はその場所にドラッグフジイ佐野店(現：ウエルシア佐野店)が移転している。

### 高岡駅南店
所在地は富山県高岡市下伏間江375-1だった。
2002年のイオン高岡ショッピングセンター(現：イオンモール高岡)の開業に合わせて、敷地内に出店。最も新しい店舗だった。
その後、店舗はそのまま利用され、カーマホームセンター高岡駅南店(現：DCM高岡駅南店)となった。

## その他
- 各店舗の電話番号の下4桁が「8147」になっており、「ハイ品（はいしな）」という語呂合わせになっていた。
- 当時のホームページのアドレスは「http://www.home-center-tateyama.co.jp/」。後に「http://www.hc-tateyama.jp/」に変更。